# Dongban
Dongban (kinesiska: 东板乡, 东板) är en socken i Kina. Den ligger i provinsen Sichuan, i den sydvästra delen av landet, omkring 230 kilometer öster om provinshuvudstaden Chengdu. Antalet invånare är 4 569. Befolkningen består av 2 361 kvinnor och 2 208 män. Barn under 15 år utgör 25,0 %, vuxna 15-64 år 55 %, och äldre över 65 år 18,0 %.
Genomsnittlig årsnederbörd är 1 393 millimeter. Den regnigaste månaden är juni, med i genomsnitt 264 mm nederbörd, och den torraste är december, med 8 mm nederbörd.